# Christuskirche (Brandenburg an der Havel)

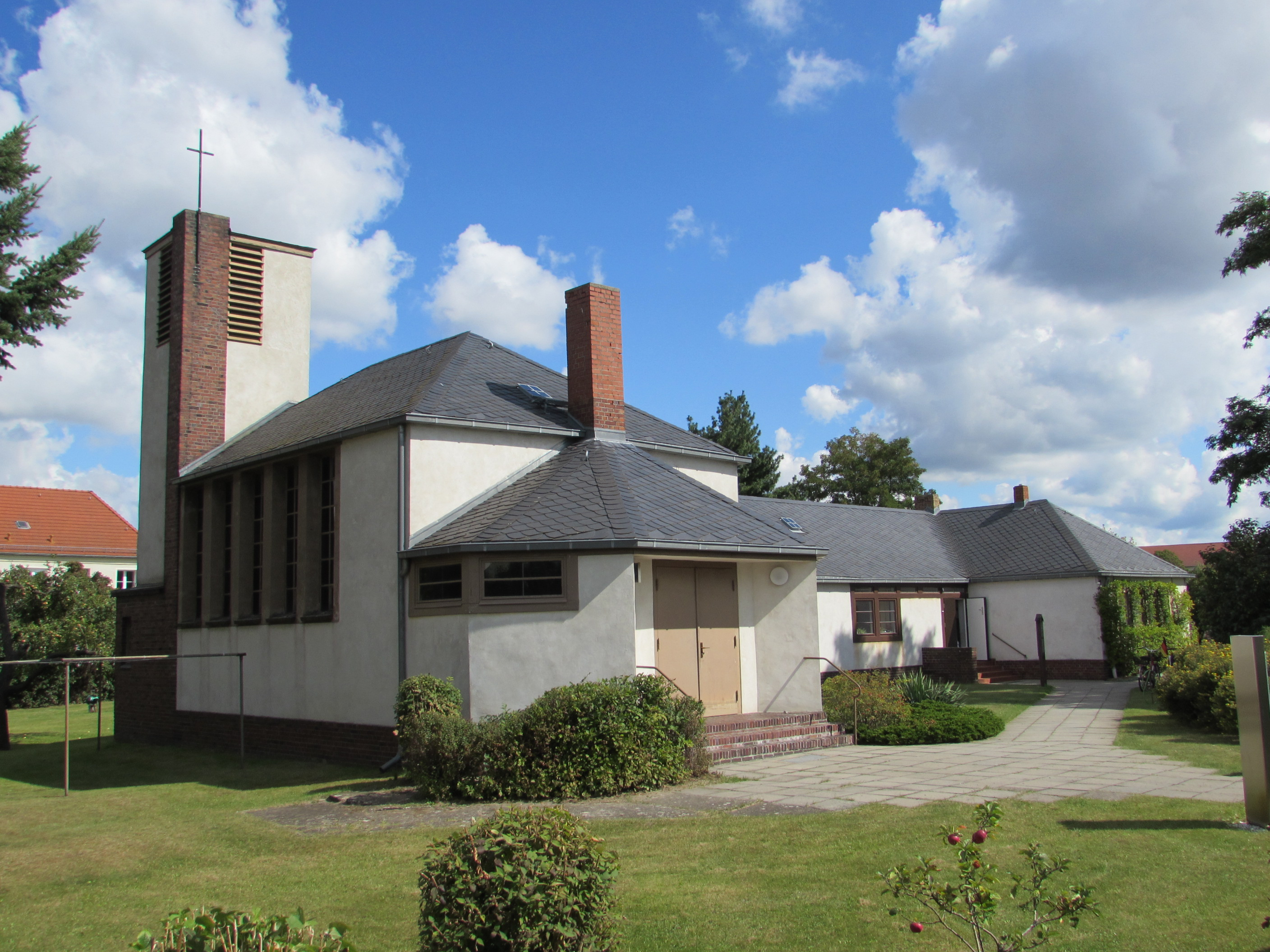
Die Christuskirche von Südwesten

Die evangelische Christuskirche ist eine Saalkirche im Stadtteil Altstadt der Stadt Brandenburg an der Havel. Sie steht unter Denkmalschutz.

## Geschichte
Mit der Grundsteinlegung des Stahlwerks in Brandenburg im Jahr 1912 begann der Aufbau der neuen, heute denkmalgeschützten, Walzwerksiedlung. Im Jahre 1919 kaufte die Werkleitung von der Stadt die Kleinhaussiedlung Wilhelmshof mit anfänglich 24 Häusern auf. Bereits im Frühjahr 1920 wurden im heutigen Bereich der Bayernstraße und Thüringer Straße 146 neue Wohnungen übergeben. Der neue Stadtteil machte den Bau einer Kirche erforderlich, wofür Otto Bartning und Theo Kellner die Pläne schufen. Diese sahen einen dreiteiligen Bau mit Kirche, Kindergarten und Hausmeisterwohnung vor. In die Kirche wurde ein Raum für die Gemeindeschwester eingearbeitet. Am 17. Juni 1928 wurde der Grundstein gelegt und bereits sechs Monate später die Kirche geweiht. Später wurde die Hausmeisterwohnung in den Kindergarten integriert und der Ostflügel baulich nach Norden verlängert.

## Bauwerk
Das Bauwerk ist ein schlichter Putzbau im Stil der Neuen Sachlichkeit. Der Putz leuchtet in einem weißen Anstrich. Ein Sockel aus roten Ziegelsteinen umgibt das Bauwerk. Es besteht aus einer im Westen befindlichen von Norden nach Süden ausgerichteten Kirche, einem Wohnflügel im Osten und einem verbindenden Gebäudeflügel mit Kindergarten mit eigenem Eingang im mittleren Gebäudeflügel, der im Osten flacher als das Kirchenschiff anschließt.
Zur Kirche führt ein schlichtes Südportal in einem gegenüber dem Kirchenschiff flacheren Teilbau mit Vorraum. Eine dreistufige Treppe aus Ziegelsteinen führt zu einer zweiflügligen schmucklosen Tür. Die Geländer sind aus gebogenen Stahlrohren gefertigt. Der Eingang ist gegenüber der Traufe zurückgezogen. Die Seitenwände des Portals verlaufen von der Dachkante zur Tür in einem Winkel von 45 Grad. Der polygonale Teilbau besitzt ein Zeltdach. Auf der Spitze des Zeltdachs ragt ein Schornstein über die Traufe des Walmdachs des Schiffs hinaus. In der westlichen, südwestlichen, südöstlichen und östlichen Außenwand befinden sich jeweils breite und flache Rechteckfenster unterhalb der Traufe.

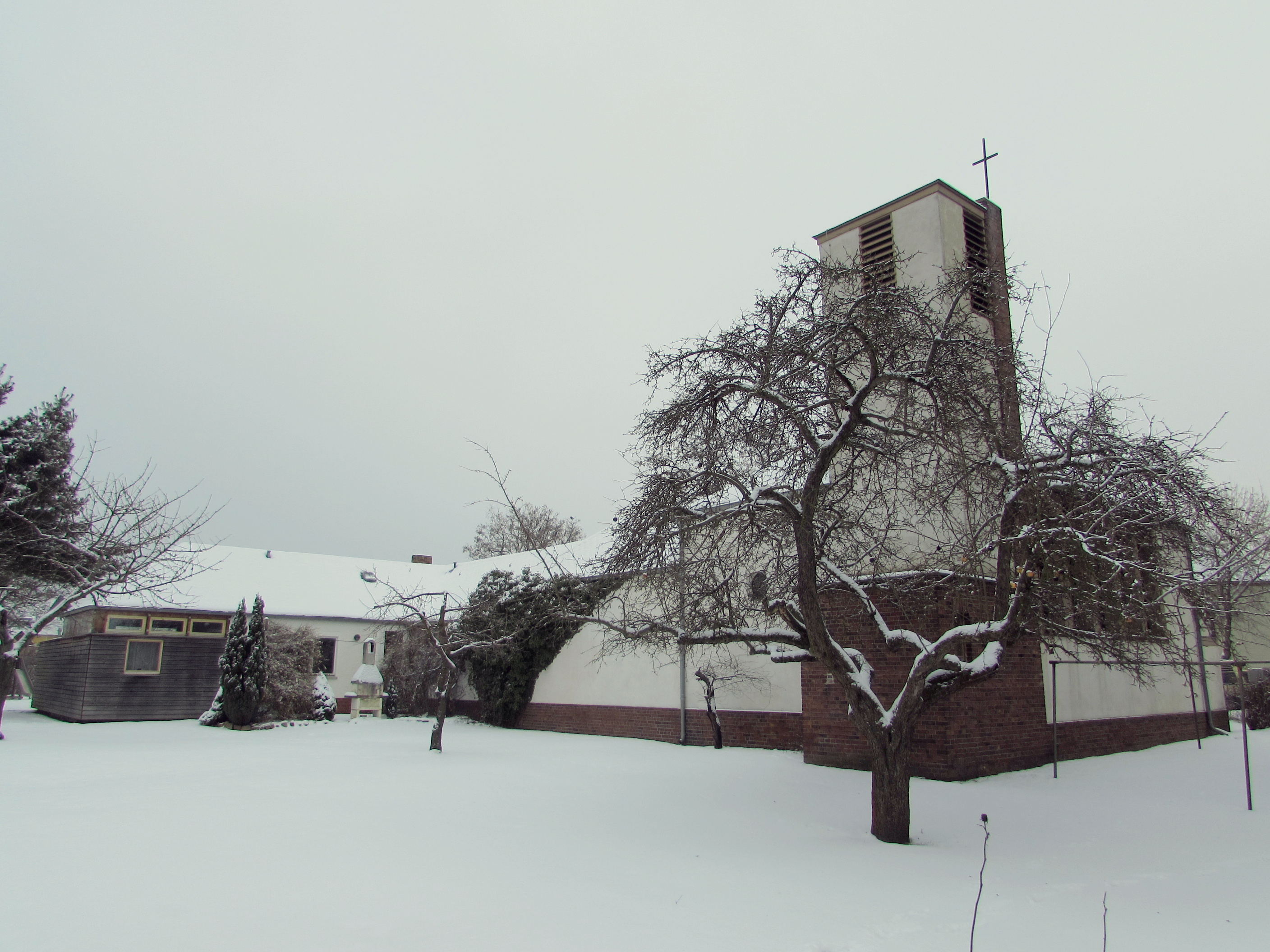
Kirche von Nordwesten

Das durch Schiebetüren vom Vorraum getrennte Schiff besitzt einen rechteckigen Grundriss. Nach Westen gibt es fünf hohe, rechteckige Kirchenfenster. Ein weiteres Fenster, ein Ochsenauge befindet sich in der nördlichen Wand, im Bereich des Altars. Der Kirchensaal fasste ursprünglich 100 Sitzplätze.
In der nordwestlichen Ecke befindet sich der Kirchturm, mit integriertem Schornstein. Die Außenmauer des Turms ist in den Ziegeln, mit denen auch der Sockel des Gebäudes errichtet wurde, bis auf etwa ein Drittel seiner Höhe gemauert. In der Westwand befindet sich ein kleines Rechteckfenster. Der Übergang vom verklinkerten zum weiß verputzten Teil des Turms wird scharf durch ein schmuckloses Gesims markiert, darüber verjüngt sich der Turm. Der Schornstein erhebt sich kontinuierlich in der südwestlichen Ecke des Turms mit den Ziegeln über die gesamte Höhe. Am Schornstein wurde an der südlichen Wand ein Kreuz installiert. Dieses markiert die Spitze der Kirche.
Die Schallöffnungen des Glockenstuhls befinden sich unterhalb eines Traufgesimses.